# Что было до Зелёных Крыш
«Что было до Зелёных крыш» — роман канадской писательницы Бадж Уилсон, являющийся приквелом к серии книг об Энн Ширли. Книга была издана в 2008 году. Первая книга об Ане Ширли «Аня из Зеленых Крыш» была опубликована в 1908 году.
В официальном пресс-релизе, Бадж Уилсон пишет: «Я, конечно, стараюсь быть верной удивительному персонажу, что создала Люси Мод Монтгомери… Но я бы не стала — по сути, не смогла — смело рассказывать мою часть истории Ани голосом Монтгомери. Я сделаю это своим собственным голосом, надеясь, что она одобрила бы проект, если бы была жива».

## Сводка
Эта книга о смерти родителей Ани Ширли, и история детства Ани до того, как она попала на ферму Зелёные Крыши. Книга показывает глубокую любовь Берты и Уолтера Ширли. Книга также рассказывает подробности о лихорадке, что убила родителей Ани. Книга подробно рассказывает об эмоциях, которые чувствует Аня, о людях в её жизни, и о том, как она сближается с другими людьми, до того как попала на ферму Зелёные Крыши.

## Издатель
Существуют три издания различных издательств:
1. Канада: Viking Канада (AHC), ISBN 978-0-670-06721-3
2. US: Putnam Pub Group, ISBN 978-0-399-15468-3 США: Pub группы Putnam, ISBN 978-0-399-15468-3
3. UK: Penguin Books, ISBN 978-0-14-138412-2 Великобритания: Penguin Books, ISBN 978-0-14-138412-2

## Переводы
Книга «Что было до Зелёных крыш» была переведена на японский язык под названием «Здравствуй, Аня» (яп. こんにちはアン Коннитива Ан), польский под названием «Дорога к Зелёным Крышам» (Droga do Zielonego Wzgórza), итальянский под названием «Улыбнись, маленькая рыженькая Аня» (Sorridi, piccola Anna dai capelli rossi).

## Экранизации
В 2009 году по книге «Что было до Зелёных Крыш» было снято аниме «Здравствуй, Аня! Что было до Зелёных Крыш», которое входит в серию «Мир Шедевров Театра».